# Coppa Italia 1971-1972
La Coppa Italia 1971-1972 fu la 25ª edizione della manifestazione calcistica.
Iniziò il 29 agosto 1971 e si concluse il 5 luglio 1972. 
Il trofeo fu vinto dal Milan, al suo secondo titolo.
Dopo una serie di cambi di formula, la Coppa Italia trova una certa stabilità con un format a due gironi successivi e finale in gara unica all'Olimpico che verrà utilizzato per 7 edizioni consecutive (fino al 1977-1978). La detentrice viene esentata dal primo turno, a cui partecipano le altre 35 di A e B suddivise in 7 gironi da 5, svoltisi con incontri di sola andata. Le 7 vincenti e la detentrice vengono quindi suddivise ulteriormente in 2 gironi da 4 svoltisi con sfide di andata e ritorno. Le due vincitrici disputano la finale in gara unica in campo neutro.

## Primo turno

### Gruppo 1
| Squadra    | P.ti | G | V | N | P | GF | GS | DR  |
| ---------- | ---- | - | - | - | - | -- | -- | --- |
| 1. Inter   | 6    | 4 | 2 | 2 | 0 | 9  | 2  | +7  |
| 2. Varese  | 6    | 4 | 2 | 2 | 0 | 4  | 1  | +3  |
| 3. Como    | 5    | 4 | 2 | 1 | 1 | 4  | 2  | +2  |
| 4. Brescia | 3    | 4 | 1 | 1 | 2 | 4  | 4  | 0   |
| 5. Reggina | 0    | 4 | 0 | 0 | 4 | 2  | 14 | -12 |

| Como 29 agosto 1971, ore 17:00 CEST 1ª giornata | Como             | 0 – 0 referto | Varese | Stadio Giuseppe Sinigaglia\| Arbitro: \| Casarin (Milano) \| |
| Arbitro:                                        | Casarin (Milano) |               |        |                                                              |

| Arbitro: | Menegali (Roma) |

|                                                    |           |  |
| Boninsegna 17’, 56’, 60’, 84’ Bertini 21’ Jair 36’ | Marcatori |  |

| Arbitro: | Levrero (Genova) |

|  |           |           |
|  | Marcatori | 74’ Villa |

| Arbitro: | Michelotti (Parma) |

|            |           |          |
| Borghi 59’ | Marcatori | 11’ Ghio |

| Arbitro: | Branzoni (Pavia) |

|  |           |                |
|  | Marcatori | 35’ Boninsegna |

| Arbitro: | Monforte (Palermo) |

|             |           |                                |
| Merighi 76’ | Marcatori | 21’, 41’ De Paoli 56’ Cencetti |

| Arbitro: | Trono (Torino) |

|  |           |                  |
|  | Marcatori | 1’ (aut.) Facchi |

| Arbitro: | Lattanzi (Roma) |

|             |           |                                    |
| Merighi 53’ | Marcatori | 21’ Libera 32’ Vallongo 86’ Turini |

| Arbitro: | Serafino (Roma) |

|               |           |             |
| Facchetti 59’ | Marcatori | 38’ Tedoldi |

| Arbitro: | Reggiani (Bologna) |

|                         |           |  |
| Bonatti 62’ Petrini 80’ | Marcatori |  |

### Gruppo 2
| Squadra    | P.ti | G | V | N | P | GF | GS | DR |
| ---------- | ---- | - | - | - | - | -- | -- | -- |
| 1. Milan   | 7    | 4 | 3 | 1 | 0 | 6  | 1  | +5 |
| 2. Mantova | 4    | 4 | 2 | 0 | 2 | 5  | 5  | 0  |
| 3. Novara  | 4    | 4 | 2 | 0 | 2 | 4  | 5  | -1 |
| 4. Catania | 3    | 4 | 1 | 1 | 2 | 3  | 5  | -2 |
| 5. Monza   | 2    | 4 | 1 | 0 | 3 | 3  | 5  | -2 |

| Arbitro: | Lazzaroni (Milano) |

|                              |           |  |
| Maddè 35’ (rig.) Carelli 86’ | Marcatori |  |

| Arbitro: | Gussoni (Tradate) |

|  |           |           |
|  | Marcatori | 14’ Prati |

| Arbitro: | Serafino (Roma) |

|                       |           |  |
| Fogli 15’ Volpato 45’ | Marcatori |  |

| Arbitro: | Bianchi (Firenze) |

|                          |           |          |
| Carrera 3’ Jacomuzzi 74’ | Marcatori | 59’ Nuti |

| Arbitro: | Porcelli (Lodi) |

|                          |           |              |
| Carelli 39’ De Cecco 80’ | Marcatori | 69’ Ballabio |

| Arbitro: | Ciacci (Firenze) |

|                        |           |  |
| Biasiolo 40’ Bigon 72’ | Marcatori |  |

| Arbitro: | Giunti (Arezzo) |

|                    |           |  |
| Prati 6’ Bigon 54’ | Marcatori |  |

| Arbitro: | Stagnoli (Bologna) |

|                       |           |  |
| Unere 24’ Carrera 73’ | Marcatori |  |

| Arbitro: | Toselli (Cormons) |

|           |           |           |
| Baisi 47’ | Marcatori | 79’ Prati |

| Arbitro: | Frasso (Capua) |

|                     |           |  |
| Dehò 31’ Perego 47’ | Marcatori |  |

### Gruppo 3
| Squadra      | P.ti | G | V | N | P | GF | GS | DR |
| ------------ | ---- | - | - | - | - | -- | -- | -- |
| 1. Napoli    | 6    | 4 | 3 | 0 | 1 | 4  | 2  | +2 |
| 2. Catanzaro | 5    | 4 | 2 | 1 | 1 | 3  | 2  | +1 |
| 3. Verona    | 4    | 4 | 1 | 2 | 1 | 6  | 3  | +3 |
| 4. Sorrento  | 4    | 4 | 2 | 0 | 2 | 3  | 6  | -3 |
| 5. Palermo   | 1    | 4 | 0 | 1 | 3 | 1  | 4  | -3 |

| Arbitro: | Serafino (Roma) |

|  |           |           |
|  | Marcatori | 42’ Bozza |

| Arbitro: | Torelli (Milano) |

|              |           |            |
| Mazzanti 24’ | Marcatori | 18’ Spelta |

| Arbitro: | Gialluisi (Barletta) |

|  |           |             |
|  | Marcatori | 85’ Improta |

| Palermo 5 settembre 1971, ore 17:00 CEST 2ª giornata | Palermo         | 0 – 0 referto | Verona | Stadio La Favorita\| Arbitro: \| Giunti (Arezzo) \| |
| Arbitro:                                             | Giunti (Arezzo) |               |        |                                                     |

| Arbitro: | Panzino (Catanzaro) |

|                          |           |                |
| Scarpa 54’ Giannotti 60’ | Marcatori | 62’ Bercellino |

| Arbitro: | Carminati (Milano) |

|             |           |                   |
| Mascetti 2’ | Marcatori | 57’, 63’ Altafini |

| Arbitro: | Casarin (Milano) |

|  |           |            |
|  | Marcatori | 63’ Spelta |

| Arbitro: | Michelotti (Parma) |

|  |           |                                                           |
|  | Marcatori | 25’ Bergamaschi 38’ (aut.) Gridelli 64’ Orazi 88’ D'Amato |

| Arbitro: | Menegali (Roma) |

|                   |           |  |
| Spelta 45’ (rig.) | Marcatori |  |

| Arbitro: | Pieroni (Roma) |

|                    |           |  |
| Improta 28’ (rig.) | Marcatori |  |

### Gruppo 4
| Squadra      | P.ti | G | V | N | P | GF | GS | DR |
| ------------ | ---- | - | - | - | - | -- | -- | -- |
| 1. Juventus  | 6    | 4 | 2 | 2 | 0 | 10 | 5  | +5 |
| 2. Sampdoria | 5    | 4 | 2 | 1 | 1 | 4  | 4  | 0  |
| 3. Genoa     | 4    | 4 | 0 | 4 | 0 | 5  | 5  | 0  |
| 4. Bari      | 3    | 4 | 0 | 3 | 1 | 2  | 3  | -1 |
| 5. Taranto   | 2    | 4 | 0 | 2 | 2 | 2  | 6  | -4 |

| Arbitro: | Panzino (Catanzaro) |

|             |           |                   |
| Colautti 2’ | Marcatori | 43’ (rig.) Causio |

| Arbitro: | Trinchieri (Reggio Emilia) |

|              |           |  |
| Spadetto 61’ | Marcatori |  |

| Arbitro: | Cantelli (Firenze) |

|            |           |             |
| Turone 61’ | Marcatori | 89’ Mujesan |

| Arbitro: | Barbaresco (Cormons) |

|                                        |           |            |
| Capello 20’ Marchetti 43’ Anastasi 82’ | Marcatori | 70’ Suárez |

| Arbitro: | Angonese (Mestre) |

|  |           |             |
|  | Marcatori | 89’ Repetto |

| Arbitro: | Menegali (Roma) |

|             |           |          |
| Morelli 49’ | Marcatori | 10’ Cini |

| Arbitro: | Lo Bello (Siracusa) |

|                               |           |                         |
| Turone 40’ (rig.) Corradi 59’ | Marcatori | 14’ Spinosi 79’ Capello |

| Taranto 12 settembre 1971, ore 17:00 CEST 4ª giornata | Taranto           | 0 – 0 referto | Bari | Stadio Salinella\| Arbitro: \| Gussoni (Tradate) \| |
| Arbitro:                                              | Gussoni (Tradate) |               |      |                                                     |

| Arbitro: | Cantelli (Firenze) |

|                                               |           |             |
| Furino 2’ Anastasi 28’ Causio 68’ Bettega 81’ | Marcatori | 23’ Beretti |

| Arbitro: | Carminati (Milano) |

|            |           |          |
| Casone 48’ | Marcatori | 44’ Cini |

### Gruppo 5
| Squadra              | P.ti | G | V | N | P | GF | GS | DR |
| -------------------- | ---- | - | - | - | - | -- | -- | -- |
| 1. Bologna           | 8    | 4 | 4 | 0 | 0 | 12 | 3  | +9 |
| 2. Modena            | 4    | 4 | 2 | 0 | 2 | 4  | 5  | -1 |
| 3. Lanerossi Vicenza | 4    | 4 | 2 | 0 | 2 | 6  | 8  | -2 |
| 4. Reggiana          | 3    | 4 | 1 | 1 | 2 | 4  | 5  | -1 |
| 5. Cesena            | 1    | 4 | 0 | 1 | 3 | 0  | 5  | -5 |

| Arbitro: | Porcelli (Lodi) |

|                         |           |  |
| Damiani 27’ Ciccolo 54’ | Marcatori |  |

| Arbitro: | Lattanzi (Roma) |

|             |           |                                 |
| Picella 30’ | Marcatori | 42’ Rizzo 87’ (aut.) Stefanello |

| Arbitro: | Calì (Roma) |

|                                      |           |  |
| Rizzo 14’ Bulgarelli 53’ Landini 72’ | Marcatori |  |

| Cesena 5 settembre 1971, ore 17:00 CEST 2ª giornata | Cesena             | 0 – 0 referto | Reggiana | Stadio La Fiorita\| Arbitro: \| Reggiani (Bologna) \| |
| Arbitro:                                            | Reggiani (Bologna) |               |          |                                                       |

| Arbitro: | Gonella (Torino) |

|  |           |                                 |
|  | Marcatori | 21’ Rizzo 84’ (aut.) Ceccarelli |

| Arbitro: | Monti (Ancona) |

|                                |           |  |
| Fraternali 20’ Facchinetti 85’ | Marcatori |  |

| Arbitro: | Bianchi (Firenze) |

|                       |           |             |
| Poli 34’ Maraschi 88’ | Marcatori | 89’ Rizzati |

| Arbitro: | Barbaresco (Cormons) |

|                 |           |  |
| Lodi 23’ (rig.) | Marcatori |  |

| Arbitro: | Levrero (Genova) |

|                                                |           |                          |
| Savoldi 25’, 85’ Pace 46’ Fedele 67’ Rizzo 83’ | Marcatori | 19’, 29’ (rig.) Maraschi |

| Arbitro: | Casarin (Milano) |

|                          |           |                   |
| Spagnolo 30’ Zandoli 44’ | Marcatori | 51’ (aut.) Giorgi |

### Gruppo 6
| Squadra     | P.ti | G | V | N | P | GF | GS | DR |
| ----------- | ---- | - | - | - | - | -- | -- | -- |
| 1. Lazio    | 7    | 4 | 3 | 1 | 0 | 6  | 1  | +5 |
| 2. Roma     | 4    | 4 | 1 | 2 | 1 | 2  | 2  | 0  |
| 3. Atalanta | 3    | 4 | 0 | 3 | 1 | 1  | 2  | -1 |
| 4. Perugia  | 3    | 4 | 1 | 1 | 2 | 4  | 6  | -2 |
| 5. Ternana  | 3    | 4 | 0 | 3 | 1 | 2  | 4  | -2 |

| Arbitro: | Picasso (Chiavari) |

|               |           |  |
| Chinaglia 50’ | Marcatori |  |

| Arbitro: | Ciacci (Firenze) |

|               |           |  |
| Innocenti 68’ | Marcatori |  |

| Bergamo 5 settembre 1971, ore 21:00 CEST 2ª giornata | Atalanta       | 0 – 0 referto | Lazio | Stadio Comunale\| Arbitro: \| Trono (Torino) \| |
| Arbitro:                                             | Trono (Torino) |               |       |                                                 |

| Arbitro: | Marino (Taranto) |

|            |           |           |
| Cucchi 77’ | Marcatori | 54’ Urban |

| Arbitro: | Gialluisi (Barletta) |

|           |           |                                  |
| Volpi 59’ | Marcatori | 9’, 76’ Chinaglia 71’ Manservisi |

| Roma 8 settembre 1971, ore 21:00 CEST 3ª giornata | Roma              | 0 – 0 referto | Ternana | Stadio Olimpico\| Arbitro: \| Toselli (Cormons) \| |
| Arbitro:                                          | Toselli (Cormons) |               |         |                                                    |

| Arbitro: | Trinchieri (Reggio Emilia) |

|                          |           |                  |
| Salvori 3’ Santarini 67’ | Marcatori | 55’ (rig.) Urban |

| Arbitro: | Francescon (Padova) |

|            |           |                |
| Cucchi 58’ | Marcatori | 9’ Magistrelli |

| Bergamo 19 settembre 1971, ore 16:30 CEST 5ª giornata | Atalanta                    | 0 – 0 referto | Roma | Stadio Comunale\| Arbitro: \| Moretto (San Donà di Piave) \| |
| Arbitro:                                              | Moretto (San Donà di Piave) |               |      |                                                              |

| Arbitro: | Monti (Ancona) |

|                     |           |  |
| Nanni 10’ Massa 58’ | Marcatori |  |

### Gruppo 7
| Squadra       | P.ti | G | V | N | P | GF | GS | DR |
| ------------- | ---- | - | - | - | - | -- | -- | -- |
| 1. Fiorentina | 6    | 4 | 3 | 0 | 1 | 7  | 1  | +6 |
| 2. Cagliari   | 6    | 4 | 2 | 2 | 0 | 7  | 3  | +4 |
| 3. Arezzo     | 3    | 4 | 0 | 3 | 1 | 4  | 5  | -1 |
| 4. Livorno    | 3    | 4 | 1 | 1 | 2 | 2  | 7  | -5 |
| 5. Foggia     | 2    | 4 | 0 | 2 | 2 | 4  | 8  | -4 |

| Arbitro: | Motta (Monza) |

|                           |           |                                |
| Vitali 39’ Domenghini 87’ | Marcatori | 26’ (rig.) Incerti 36’ Galuppi |

| Arbitro: | Mascali (Desenzano del Garda) |

|  |           |                                             |
|  | Marcatori | 17’ Clerici 36’ (rig.) De Sisti 80’ Mazzola |

| Arezzo 5 settembre 1971, ore 21:00 CEST 2ª giornata | Arezzo                      | 0 – 0 referto | Livorno | Stadio Comunale\| Arbitro: \| Moretto (San Donà di Piave) \| |
| Arbitro:                                            | Moretto (San Donà di Piave) |               |         |                                                              |

| Arbitro: | Mascali (Desenzano del Garda) |

|            |           |          |
| Pavone 72’ | Marcatori | 17’ Riva |

| Arbitro: | Lazzaroni (Milano) |

|                                 |           |  |
| Riva 24’, 56’ (rig.) Vitali 65’ | Marcatori |  |

| Arbitro: | Pieroni (Roma) |

|                        |           |  |
| Chiarugi 33’, 56’, 69’ | Marcatori |  |

| Arbitro: | Torelli (Milano) |

|  |           |            |
|  | Marcatori | 53’ Vitali |

| Arbitro: | Calì (Roma) |

|                          |           |                         |
| Cimenti 42’ Saltutti 44’ | Marcatori | 23’ (rig.), 47’ Incerti |

| Arbitro: | Gonella (Torino) |

|  |           |                   |
|  | Marcatori | 55’ (aut.) Tonani |

| Arbitro: | Campanini (Finale Emilia) |

|                 |           |            |
| Badiani 5’, 63’ | Marcatori | 31’ Maioli |

## Secondo turno
Le sette squadre vincitrici di ogni gruppo ed il Torino, in qualità di detentore del trofeo, accedono alla seconda fase.

### Gruppo A
| Squadra     | P.ti | G | V | N | P | GF | GS | DR |
| ----------- | ---- | - | - | - | - | -- | -- | -- |
| 1. Milan    | 10   | 6 | 4 | 2 | 0 | 7  | 3  | +4 |
| 2. Torino   | 6    | 6 | 2 | 2 | 2 | 5  | 7  | -2 |
| 3. Inter    | 4    | 6 | 2 | 0 | 4 | 7  | 6  | +1 |
| 4. Juventus | 4    | 6 | 2 | 0 | 4 | 8  | 11 | -3 |

| Arbitro: | Giunti (Arezzo) |

|                                 |           |             |
| Boninsegna 16’, 89’ Mazzola 72’ | Marcatori | 2’ Anastasi |

| Torino 4 giugno 1972, ore 21:00 CEST 1ª giornata | Torino          | 0 – 0 referto | Milan | Stadio Comunale\| Arbitro: \| Menegali (Roma) \| |
| Arbitro:                                         | Menegali (Roma) |               |       |                                                  |

| Arbitro: | Torelli (Milano) |

|                         |           |             |
| Furino 19’ Anastasi 88’ | Marcatori | 66’ Ferrini |

| Arbitro: | Gonella (Torino) |

|              |           |  |
| Sabadini 43’ | Marcatori |  |

| Arbitro: | Toselli (Cormons) |

|  |           |           |
|  | Marcatori | 27’ Prati |

| Arbitro: | Lattanzi (Roma) |

|                                      |           |  |
| Mazzola 40’ Corso 44’ Boninsegna 82’ | Marcatori |  |

| Arbitro: | Barbaresco (Cormons) |

|                    |           |          |
| Novellini 47’, 80’ | Marcatori | 88’ Jair |

| Arbitro: | Pieroni (Roma) |

|                    |           |          |
| Benetti 68’ (rig.) | Marcatori | 25’ Puia |

| Arbitro: | Francescon (Padova) |

|                    |           |             |
| Bui 82’ Toschi 88’ | Marcatori | 84’ Capello |

| Arbitro: | Bernardis (Milano) |

|  |           |           |
|  | Marcatori | 28’ Bigon |

| Arbitro: | Giunti (Arezzo) |

|                                          |           |                          |
| Rivera 13’ (rig.), 73’ Piloni 18’ (aut.) | Marcatori | 34’ Novellini 44’ Haller |

| Arbitro: | Monti (Ancona) |

|                   |           |  |
| Toschi 52’ (rig.) | Marcatori |  |

### Gruppo B
| Squadra       | P.ti | G | V | N | P | GF | GS | DR |
| ------------- | ---- | - | - | - | - | -- | -- | -- |
| 1. Napoli     | 7    | 6 | 2 | 3 | 1 | 11 | 9  | +2 |
| 2. Fiorentina | 6    | 6 | 1 | 4 | 1 | 5  | 4  | +1 |
| 3. Bologna    | 6    | 6 | 2 | 2 | 2 | 6  | 7  | -1 |
| 4. Lazio      | 5    | 6 | 2 | 1 | 3 | 7  | 9  | -2 |

| Arbitro: | Trinchieri (Reggio Emilia) |

|           |           |  |
| Nanni 88’ | Marcatori |  |

| Arbitro: | Carminati (Milano) |

|                            |           |                        |
| Bulgarelli 68’ Gregori 77’ | Marcatori | 14’ Perego 88’ Juliano |

| Firenze 8 giugno 1972, ore 21:00 CEST 2ª giornata | Fiorentina     | 0 – 0 referto | Bologna | Stadio Comunale\| Arbitro: \| Trono (Torino) \| |
| Arbitro:                                          | Trono (Torino) |               |         |                                                 |

| Arbitro: | Reggiani (Bologna) |

|                                                        |           |             |
| Sormani 39’ Juliano 43’ Montefusco 47’, 85’ Macchi 73’ | Marcatori | 30’ Facchin |

| Arbitro: | Francescon (Padova) |

|                    |           |            |
| Clerici 28’ (rig.) | Marcatori | 90’ Macchi |

| Arbitro: | Porcelli (Lodi) |

|  |           |             |
|  | Marcatori | 87’ Savoldi |

| Arbitro: | Serafino (Roma) |

|                       |           |           |
| Perego 16’ Macchi 46’ | Marcatori | 20’ Rizzo |

| Arbitro: | Michelotti (Parma) |

|                    |           |                  |
| Clerici 64’ (rig.) | Marcatori | 43’ (rig.) Nanni |

| Arbitro: | Motta (Monza) |

|  |           |                          |
|  | Marcatori | 79’ De Sisti 90’ Braglia |

| Arbitro: | Branzoni (Pavia) |

|                                      |           |  |
| Gritti 38’ D'Amico 60’ Chinaglia 67’ | Marcatori |  |

| Arbitro: | Carminati (Milano) |

|            |           |             |
| Perego 10’ | Marcatori | 25’ Braglia |

| Arbitro: | Gialluisi (Barletta) |

|                |           |               |
| Ghetti 3’, 63’ | Marcatori | 15’ Chinaglia |

## Finale
| Squadra 1 | Risultato | Squadra 2 |
| --------- | --------- | --------- |
| Milan     | 2 - 0     | Napoli    |

| Arbitro: | Toselli (Cormons) |

| |            | |
| Panzanato 49’ (aut.) Rosato 78’ | Marcatori  | |
| Fabio Cudicini Giuseppe Sabadini Giulio Zignoli Angelo Anquilletti Karl Heinz Schnellinger Roberto Rosato Lino Golin (46' Guido Magherini) (75' Aldo Maldera) Giorgio Biasiolo Albertino Bigon Gianni Rivera Pierino Prati | Formazioni | Dino Zoff Luigi Pogliana Giacomo Vianello Mario Zurlini Dino Panzanato Mario Perego Mauro Pincelli (56' Andrea Esposito) Antonio Juliano Angelo Sormani Giovanni Improta Emiliano Macchi |
| Nereo Rocco | Allenatori | Giuseppe Chiappella |